# Miglena Markowa
Miglena Markowa (ur. 16 lutego 1983 r. w Kubracie) – bułgarska wioślarka.

## Osiągnięcia
- Mistrzostwa Świata – Gifu 2005 – dwójka podwójna – 2. miejsce[1].
- Mistrzostwa Świata – Poznań 2009 – dwójka podwójna – 3. miejsce[1].